# جويل سانشيز (لاعب كرة قدم)
جويل سانشيز (بالإسبانية: Joel Sánchez Alegría) (11 يونيو 1989 بأريكيبا في بيرو - ) هو مدرب كرة قدم ولاعب كرة قدم بيروفي في مركز الوسط. شارك مع منتخب بيرو لكرة القدم. أما مع النوادي، فقد لعب مع أليانزا ليما ونادي سبورتينغ كريستال وAtlético Universidad ‏ وClub Deportivo Universidad de San Martín de Porres ‏ وTotal Chalaco ‏.

## وصلات خارجية
- جويل سانشيز على موقع الاتحاد الدولي (مؤرشف)  (الإنجليزية)
- جويل سانشيز على موقع قاعدة بيانات كرة القدم.إي يو (الإنجليزية)
- جويل سانشيز على موقع ناشيونال فوتبول تيمز (الإنجليزية)
- جويل سانشيز على موقع Soccerway.com (الإنجليزية)
- جويل سانشيز على موقع عالم كرة القدم.نت (الإنجليزية)
- جويل سانشيز على موقع AS.com (الإسبانية)